# René Gardi
René Gardi (* 1. März 1909 in Bern; † 8. März 2000 ebenda) war ein Schweizer Reiseschriftsteller, Fotograf, Filmer und verurteilter Sexualstraftäter.

## Leben und Werk
René Gardi studierte Mathematik, Physik und Zoologie an der Universität Bern. Danach war er von 1932 bis 1945 Sekundarlehrer in Brügg bei Biel. Er arbeitete dann als freier Schriftsteller und Vortragsreisender. Vor allem mit seinen Pfadfinderbüchern und Knabenromanen machte er sich zunächst einen Namen als Schriftsteller. Nach 1945 wandte er sich immer mehr dem Reisen und der Reiseschriftstellerei zu. Bevorzugte Reiseziele waren zuerst Skandinavien, dann ab 1948 Afrika und Neuguinea, insbesondere die südliche Sahara und der Norden von Kamerun, also das «afrikanische Hinterland», dessen Einfachheit und Ursprünglichkeit ihn lebenslang faszinierten. Seine Reisen dokumentierte er in verschiedenen Büchern sowie in den beiden Filmen Mandara (1959) und Die letzten Karawanen (1967).
Gardi bekam mehrere Literaturpreise, und ihm wurde 1967 von der Universität Bern der Titel eines Dr. h. c. der Ethnologie verliehen. Allerdings erfuhr sein Werk auch schon früh Kritik; so verweigerte ihm die deutsche Prüfstelle für den Film Mandara – Zauber der schwarzen Wildnis ein Prädikat und damit Steuerfreiheit, weil Gardis Kommentartext, den er im Film zu seinen Bildern vorlas, mangelhaft sei und «nicht nur umgeschrieben, sondern von Grund auf neu konzipiert werden» müsse.

## Kontroversen
2019 war Gardis Leben und Werk Gegenstand des Dokumentarfilms African Mirror von Mischa Hedinger. Dieser deckte unter anderem auf, dass Gardi 1945 nach einer Selbstanzeige wegen sexueller Übergriffe auf Kinder verurteilt wurde und darauf einen Suizidversuch unternahm. Danach prüfte die Stadt Bern die Umbenennung einer nach ihm benannten neuen Strasse und die Universität Bern den Entzug des Ehrendoktortitels, worauf letztere aber verzichtete, da dies gegenüber Verstorbenen nicht möglich sei. 2020 traf der Gemeinderat der Stadt Bern den Grundsatzentscheid für die Umbenennung der Gardistrasse und entschied sich 2021 zur Ehrung von Bertha Trüssel für den Namen Trüsselstrasse.

## Auszeichnungen (Auswahl)
- 1948: Literaturpreis der Stadt Bern
- 1963: Schweizer Jugendbuchpreis für das Gesamtwerk

## Werke

### Jugendbücher
- Schwarzwasser. Eine Pfadfindergeschichte. Sauerländer, Aarau 1943.
- Gericht im Lager. Eine Bubengeschichte. Sauerländer, Aarau 1944.
- Hans, der junge Rheinschiffer. Eine Geschichte vom Leben auf dem Strom. Sauerländer, Aarau 1950.
- Mit der Windrose im Knopfloch. Mit Verkehrsfliegern in alle Welt. Sauerländer, Aarau 1951.
- Bergvolk der Wüste. SJW, Zürich 1951.
- Propeller über den Wolken. SJW, Zürich 1953.
- Fische, die ertrinken. SJW, Zürich 1954.
- Von Lappen und Rentieren. SJW, Zürich 1955.
- Das verschwundene Steinbeil. Eine Bubengeschichte. Sauerländer, Aarau 1958.
- Pfahlbauer von heute. SJW, Zürich 1958.
- Unter schwarzen Fischern. SJW, Zürich 1961.
- Krokodiljagd in den Lagunen. SJW, Zürich 1968.

### Reisebücher
- Mit Rucksack, Zelt und Kochtopf. Ein kleines Wanderbuch. Sauerländer, Aarau 1936.
- Puoris päivä! Im Flussboot und zu Fuss durch Finnisch Lappland. Haupt, Bern 1939.
- Finnland. Allerlei über Land und Volk. Sauerländer, Aarau 1940.
- Der Fremde am Tana. Eine Geschichte aus Lappland. Sauerländer, Aarau 1945.
- Nordland. Unter Fischern an Norwegens Küsten. Orell Füssli, Zürich 1946.
- Walfischjagd. Erlebnisse bei Walfängern an der norwegischen Küste. Sauerländer, Aarau 1947.
- Blaue Schleier, rote Zelte. Eine Reise ins Wunderland der südlichen Sahara. Orell Füssli, Zürich 1950.
- Tschad. Erlebnisse in der unberührten Wildnis um den Tschadsee. Orell Füssli, Zürich 1952.
- Spitzbergen. Land der kühlen Küste. Haupt, Bern 1952.
- Vom glückhaften Wandern. Ein Brevier für Reiselustige. Kümmerly & Frey, Bern 1952.
- Mandara. Unbekanntes Bergland in Kamerun. Orell Füssli, Zürich 1953.
- Der schwarze Hephästus. Ein Bilderbuch über die Schmiede der Matakam in den Mandara-Bergen Nordkameruns und ihre urtümliche Kunst, Eisen zu gewinnen. Selbstverlag, Bern 1954.
- Von frohgemuten Ferien. Kümmerly & Frey, Bern 1955.
- Kirdi. Unter den heidnischen Stämmen in den Bergen und Sümpfen Nordkameruns. Scherz, Bern 1955.
- Tambaran. Begegnung mit untergehenden Kulturen auf Neuguinea. Orell Füssli, Zürich 1956.
- Sepik – Land der sterbenden Geister. Bilddokumente aus Neuguinea. Scherz, Bern 1958.
- Vom Mittelmeer zum Tschad. (Sammelbilderalbum), Tobler, Bern 1959.
- Wiedersehen mit Lappland. (Sammelbilderalbum), Tobler, Bern 1961.
- Wenn Sie nach Syrien gehen... (zus. mit Klaus Schädelin). Scherz, Bern 1958.
- Schwarzes Arkadien. Orell Füssli, Zürich 1962.
- Sardinien. (Sammelbilderalbum), Tobler, Bern 1963.
- Provence. (Sammelbilderalbum), Tobler, Bern 1963.
- Kiligei. Heitere und ernste Erlebnisse in Afrika. Sauerländer, Aarau 1964.
- Von Kerlen und Käuzen. Begegnungen unterwegs. Gute Schriften, Bern 1967.
- Sahara. Monographie einer grossen Wüste. Kümmerly & Frey, Bern 1967.
- Unter afrikanischen Handwerkern. Begegnungen und Erlebnisse in Westafrika. Selbstverlag, Bern 1969.
- Heiteres aus Afrika. Kleine Geschichten aus meinen Tagebüchern. Benteli, Bern 1969.
- Felsbilder der Sahara im Tassili n’Ajjer. Hallwag (Orbis Pictus 52), Bern 1969.
- Cram-Cram. Erlebnisse rund um die Air-Berge in der südlichen Sahara. Benteli, Bern 1971.
- Auch im Lehmhaus lässt sich’s leben. Über traditionelles Bauen und Wohnen in Westafrika. Selbstverlag, Bern 1973.
- Sehr verehrte Damen und Herren. Benteli, Bern 1974.
- Weisheiten und Narrheiten. Benteli, Bern 1975.
- Tenere. Die Wüste, in der man Fische fing. Zwischen Sahara und Sahel. Bericht über drei Reisen in den Osten der Republik Niger. Benteli, Bern 1978.
- Alantika. Vergessenes Bergland in Nordkamerun. Bericht über zwei Reisen im Abstand von fünfundzwanzig Jahren. Selbstverlag, Bern 1981.

### Filme
- Mandara. Zauber der schwarzen Wildnis (mit Charles Zbinden), 1959
- Dahomey (mit Armin Schlosser), 1961
- Die Glasmacher von Bida (mit Ulrich Schweizer), 1963
- Nous, les autres (mit Ulrich Schweizer), 1964
- Die letzten Karawanen (mit Ulrich Schweizer), 1967

## Dokumentarfilm
- African Mirror. Dokumentarfilm über René Gardi von Mischa Hedinger. Schweiz 2019, 84 Minuten. Uraufführung im Forum der Berlinale 2019,[5] Kinostart in der Schweiz im November 2019.[1][6]